# Powellton
Powellton is een plaats (census-designated place) in de Amerikaanse staat West Virginia, en valt bestuurlijk gezien onder Fayette County.

## Demografie
Bij de volkstelling in 2000 werd het aantal inwoners vastgesteld op 1796.

## Geografie
Volgens het United States Census Bureau beslaat de plaats een oppervlakte van
92,0 km², geheel bestaande uit land. Powellton ligt op ongeveer 288 m boven zeeniveau.

## Plaatsen in de nabije omgeving
De onderstaande figuur toont nabijgelegen plaatsen in een straal van 16 km rond Powellton.